# خوان وردوگو
خوان وردوگو (انگلیسی: Juan Verdugo؛ زادهٔ ۲۲ مهٔ ۱۹۴۹) بازیکن سابق فوتبال اهل اسپانیا است که در پست مدافع بازی می‌کرد.
وی همچنین در تیم ملی فوتبال اسپانیا بازی کرده‌است.